# Роза Розанова
Розанова Розанова (англ. Rosa Rosanova; 23 червня 1869 — 29 травня 1944) — російська актриса театру і кіно. У 1920-х і 1930-х роках знялася в численних американських фільмах як актриса другого плану або в головній ролі.

## Біографія
Народившись у Росії, Розанова закінчила школу в 16 років у Москві. Як актриса гастролювала з репертуарною трупою Сватлова в Росії, а в 1906 році поїхала в США з гастролями трупи Орланова. Емігрувала до Сполучених Штатів за деякий час до російської революції.
Як і Віра Гордон, Розанова часто зображувала єврейських матерів у ранніх американських німих фільмах. Розанова зіграла таку роль у фільмах «Голодні серця» (1922), «Його люди» (1925) і «Щасливчик» (1929). У профілі 1929 року Реєстр Санта-Ани описав гру Розанової у фільмі «Голодні серця» як «потужну характеристику, яка була видатним виступом у кіно».
У своїй книзі «You Never Call! You Never Write!: A History of the Jewish Mother», Джойс Антлер описала Розанову як «зірку їдиш».

## Фільмографія
- 1922 — Кров і пісок